# Gruppo degli anfiboli Mg-Fe-Mn-Li
Il gruppo degli anfiboli Mg-Fe-Mn-Li è un gruppo di minerali facente parte del supergruppo dell'anfibolo. È stato definito dall'IMA dopo un lungo lavoro in una pubblicazione del 2003 poi modificato in una revisione del 2012.

## Minerali del gruppo degli anfiboli Mg-Fe-Mn-Li
- Anthophyllite
- Clinoferri-ferroholmquistite
- Clinoferroholmquistite
- Cummingtonite
- Ferri-clinoholmquistite
- Ferro-anthophyllite
- Ferrogedrite
- Ferroholmquistite
- Ferropedrizite
- Fluoro-sodic-pedrizite
- Gedrite
- Grunerite
- Holmquistite
- Manganocummingtonite
- Manganogrunerite
- Proto-anthophyllite
- Protoferro-anthophyllite
- Protomangano-ferro-anthophyllite
- Sodicanthophyllite
- Sodic-ferri-clinoferroholmquistite
- Sodic-ferri-ferropedrizite
- Sodic-ferripedrizite
- Sodic-ferro-anthophyllite
- Sodic-ferrogedrite
- Sodicgedrite